# Yngve Stiernspetz
Yngve Stiernspetz, född den 27 april 1887 i Eksjö, död den 4 april 1945 på Lidingö, var en svensk militär och gymnast.
Efter avlagd studentexamen 1907 blev Stiernspetz volontär vid Positionsartilleriregementet, och efter officersexamen 1910 avancerade han där till löjtnant 1914 och kapten 1925. Två år senare övergick han till Smålands arméartilleriregemente. Han blev riddare av Svärdsorden 1931.
Stiernspetz ingick i det svenska gymnastiklaget som tog guld i trupptävlan vid Olympiska sommarspelen 1912. Han avlade 1917 examen vid Gymnastiska centralinstitutet.
Yngve Stiernspetz var yngste son till baningenjören Herman Valentin Stiernspetz (1847–1917) och dennes hustru Anna Maria Viktorine Hagström (1857-1939). Han var kusin till Dag Stiernspetz. Yngve Stiernspetz var från 1928 gift med Vera Maria Sandström (1898-1986), dotter till disponenten Esaias Johannes Sandström och Sigrid Maria Blommert.